# Humphrey Carpenter
Humphrey William Bouverie Carpenter (Oxford, 29 de abril de 1946 – Oxford, 4 de janeiro de 2005) foi um notório biógrafo inglês, escritor e radialista, vencedor do Prémio Somerset Maugham, em 1978, e do "Mythopoeic Scholarship Award", em 1982.
Nasceu, morreu e viveu praticamente toda sua vida em Oxford. Quando criança ele viveu nos alojamentos do diretor no Keble College, Oxford, onde seu pai, Harry James Carpenter era diretor até se tornar Bispo de Oxford. Quando deixou a Dragon School em Oxford, Humphrey foi educado em Marlborough College em Wiltshire, mas retornou para estudar inglês em Keble.
Era um talentoso músico amador, de Jazz e tocava muito bem piano, saxofone e contra-baixo, esse último tocado profissionalmente numa banda nos anos 70.
Sua morte foi decorrente de uma parada cardíaca, juntamente com o Mal de Parkinson com o qual ele sofreu por muitos anos.
Seus livros de biografia incluem:
- Tolkien
- W. H. Auden
- Ezra Pound
- Evelyn Waugh
- Benjamin Britten
- Robert Runcie
- Spike Milligan